# Usměrňovací dioda

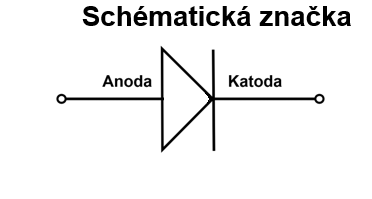
Schematická značka diody

Usměrňovací dioda je elektrotechnická součástka se dvěma elektrodami, anodou a katodou, která se používá k usměrňování střídavých průběhů napětí a nachází široké uplatnění v elektrotechnice. Činnost usměrňovací diody vychází z fyzikálního principu diody, který je dán tím, že dioda propouští proud jen v jednom směru. V současné době se téměř výhradně k usměrňování střídavých průběhů napětí používají polovodičové usměrňovací diody. Vzácně se lze setkat s elektronkovými usměrňovacími diodami.

## Princip a funkce usměrňovací diody

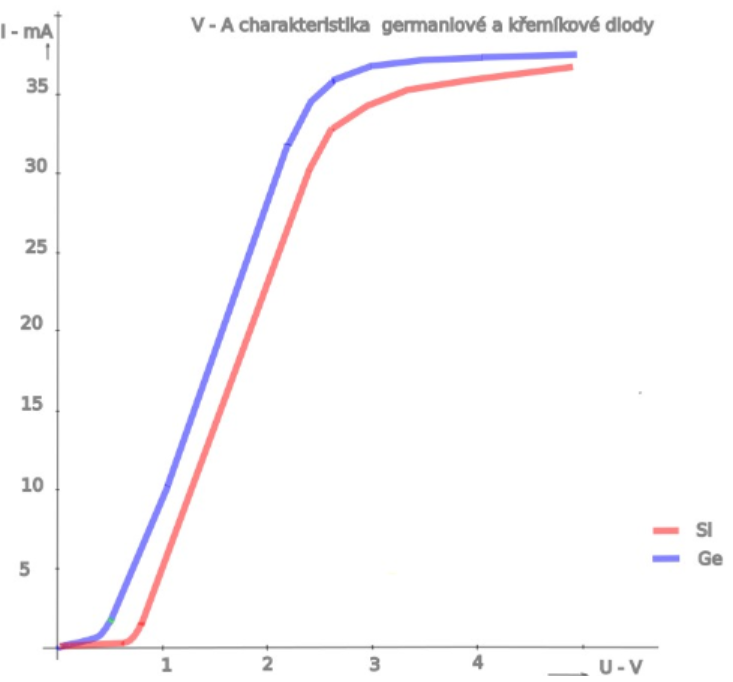
Voltampérová charakteristika Si a Ge diody

Usměrňovací diody mohou pracovat na základě různých fyzikálních principů. První používané diody, realizované jako vakuové diody, pracovaly na principu průchodu elektrického proudu ve vakuu. Další, dnes převážně používané polovodičové diody, pracují na základě usměrňovacího efektu na PN přechodu nebo styku kov-polovodič (Schottkyho dioda).
Činnost usměrňovací diody vychází ze dvou pracovních, funkčních stavů při kterých dioda pracuje buď v propustném směru, nebo v závěrném směru.
V propustném směru je pro polovodičovou diodu na anodě kladnější napětí než na katodě a dioda až do určitého prahového napětí (pro běžnou křemíkovou diodu je to cca 0,6–0,7 V, pro germaniovou cca 0,2 V) dioda téměř nevede proud. Od hodnoty prahového napětí začíná proud prudce narůstat a může dosáhnout maximálního povoleného proudu. Limitujícím parametrem pro použití je v tomto případě maximální proud.
V závěrném směru je na anodě zápornější napětí než na katodě, uzavírá se proud elektronů a děr a diodou neteče proud resp. diodou protéká jen minimální proud (řádově od jednotek mikroampér – podle typu diody), který jen nepatrně narůstá se zvyšujícím se napětím. Hodnota napětí při kterém dochází k ohybu charakteristiky je v závěrném směru vyšší než je prahové napětí v propustném směru. Po dosažení hodnoty závěrného napětí při které začne proud prudce růst musí být tento proud omezen dalšími prvky, jinak by došlo ke zničení diody. Hodnota závěrného špičkového opakovatelného napětí URRM představuje nejvyšší přípustnou hodnotu závěrného napětí, kterým je možné opakovaně zatěžovat diodu (podle typu diody může být v rozsahu od desítek V až po desítky kV).
Průběhy typických V-A charakteristik germaniové (Ge) a křemíkové (Si) diody jsou uvedeny na obrázku.

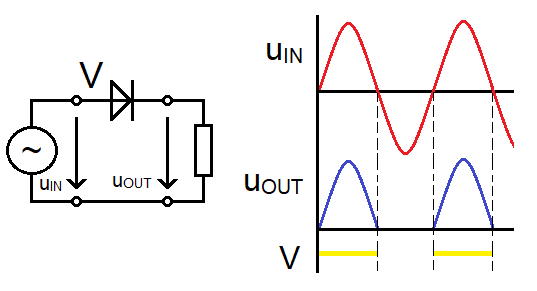
Sériové spojení zdroje, diody a spotřebiče - nejjednodušší konfigurace usměrňovače

Důležité pro funkci usměrňovací diody je napětí, které je na obvod s diodu přivedeno a výkon v obvodu v kterém je dioda použita. Proto je základní dělení usměrňovacích diod podle výkonu na diody pro výkonové usměrňovače a na diody pro detektory tj. usměrňovače poměrně malého výkonu.
Další důležitou veličinou pro aplikaci usměrňovacích diod je frekvence střídavého průběhu napětí určeného k usměrnění. Tato frekvence se může pohybovat pro výkonové usměrňovací diody od desítek Hz (pro síťové aplikace – ve smyslu rozvodné soustavy) až do desítek kHz (spínací zdroje). Ve funkci detektorů se používají diody pro frekvence od řádově 100 kHz (aplikace pro dlouhé vlny) do desítek GHz (mikrovlnné aplikace).
Významný rozdíl mezi výkonovými aplikacemi a detekčními aplikacemi je dán velikostí připojeného napětí. Při větším napětí, zpravidla pro výkonové usměrňovací diody, lze zanedbat exponenciální část voltampérové charakteristiky. Oproti tomu v obvodech s nízkým napětím, jako je tomu u detektorů, nelze zanedbat křivost kolena.

## Parametry pro výběr usměrňovacích diod

### Prahové napětí UT
Prahové napětí UT je napětí při kterém dochází v propustném směru k významnému nárůstu proudu, který dále strmě narůstá při dalším zvyšování napětí.

### Střední usměrňovaný proud diodou IFAV
Pro každou diodu uvádějí výrobci  maximální přípustnou aritmetickou střední hodnotu usměrněného proudu IFAV, který může diodou trvale protékat. Podle typu diody může být v rozsahu od desítek mA až po jednotky kA.

### Závěrné špičkové opakovatelné napětí URRM
Závěrné špičkové opakovatelné napětí představuje nejvyšší přípustnou hodnotu závěrného napětí, kterou lze diodu periodicky zatěžovat v celém rozsahu pracovních teplot. Pro praxi se doporučuje volit do obvodu diodu s výraznou rezervou v tomto parametru.

### Mezní závěrný opakovatelný proud IRRM
Mezní závěrný opakovatelný proud je nejvyšší přípustná velikost závěrného proudu při nejvyšší přípustné provozní teplotě a napětí URRM.
Pro krátkodobé impulsní zatížení uvádějí výrobci hodnoty, které bývají, zpravidla o desítky procent až o řád vyšší – např. maximální povolený impulsní proud IFSM  je přibližně o řád vyšší než IFAV.
Pro mezní parametry je důležitá schopnost diody odvádět teplo pouzdrem. Dioda snese v závěrném směru stejný výkon jako v propustném směru, a protože ohyb V-A charakteristiky v závěrném směru nastává při vyšším napětí než je prahové napětí, v propustném směru je maximální povolený prahový proud pro danou diodu menší.
Kromě mezních parametrů uvádějí výrobci ještě charakteristické parametry, které určují do jaké míry jsou zaručeny užitné vlastnosti.

### Použití usměrňovacích diod
Usměrňovací diody se používají nejen pro jednocestné nebo dvoucestné usměrňovače, ale také pro násobiče napětí. Jednocestné usměrňovače propouští jen jednu půlvlnu střídavého napětí, mají nižší účinnost. Dvoucestné usměrňovače propouští obě půlvlny napětí a mohou být realizovány buď v obvodech s dvojitým sekundárním vinutím nebo v Graetzově zapojení.
Další aplikací usměrňovacích diod jsou násobiče napětí využívané např. v televizorech.

### Požadavky pro výběr usměrňovacích diod
Hlavními požadavky na výběr usměrňovacích diod jsou:
- malý úbytek napětí v propustném směru
- velký propustný proud IFAV
- velké závěrné napětí URRM